# Црква Рођења Пресвете Богородице у Трњанима
Црква Рођења Пресвете Богородице у Трњанима је бивши српски православни храм који је два пута рушен. Припада славонско-пакрачком владичанству.
У Трњанима су усташе срушиле православну цркву у Другом свјетском рату 1941. године.  Из записника опћинског поглаварства у Трњанима, од 13. јуна 1942., сазнаје се да је музејска комисија, у вези дописа бискупа др Акшамовића бр. 2733/1942 од 8. липња 1942. по предмету уређаја и ствари из срушених православних цркава у Трњанима и Клокочевику установила нешта слично, као и у случају осталих црква рушених по налогу Уреда за рушење православних храмова. Из цркве у Трњанима један дио предмета се налазио на тавану опћинског поглварства, док је остале предмете повјереник из Загреба, који је довршио рушење цркве, продавао около шта је стигао. Станку Ратковићу из Трњана је продао једно кандило. Ствари из цркве у Клокочевику су такођер нестале, тако да је музејска комисија из обје цркве успјела да преузме и пронђе као вриједност само једну старинску икону на дрвету.
Срушена је и нова Црква Рођења Пресвете Богородице, на истом мјесту, у четвртак 27. августа 1992. године око 22.30, ноћ пред празник Велике Госпојине, јер су рушитељи мислили да је то храмовна слава, иако је слава храма била Мала Госпојина (Рођење Пресвете Богородице). Рушевине цркве су након тога годинама стајале, да би преостали Срби, у радној акцији уредили порту и данас се виде само темељи некадашње цркве. Црква је олтаром била окренута ка југу, супротно од црквене традиције да су олтари са источне стране цркве. Свештеник из Клокочевика, Перо Параклис је у овој цркви служио литургије до избијања рата деведесетих година 20. вијека, када сели у Србију. 

## Галерија
- Икона крштења Христовог из старе цркве, срушене у доба НДХ. У 21. вијеку се налази у цркви Св. Василија Острошког у Новим Бановцима.
- Од цркве су, поред темеља, остале плочице на поду. Када се улазило у цркву, лијево је била палионица свијећа (направљена од стакла у два нивоа) и дрвене степенице за хор, а десно је била просторија за свету тајну исповијести (види се на слици). Испред улаза у ту просторију је био стол за продају свијећа и духовне литератире (Православни мисионар, Православље, Светосавске Звонце...)
- Прозори су били оваквог облика са жутим стаклом, а полукружни свод цркве је красила плава позадина и на њој звијезде златне боје. Црква је имала нови дрвени иконостас (иконе су насликане у манастиру Ћелије) и није имала фреске.
- Нови звоник у дворишту порушене цркве, 2024.
- Нови звоник у дворишту порушене цркве, 2024.